# Pharr
Pharr è una città della contea di Hidalgo, Texas, Stati Uniti. Al censimento del 2010, la popolazione della città era di 70.400 abitanti, e nel 2016 la popolazione stimata era di 77.320 abitanti. Pharr è collegata da un ponte alla città messicana di Reynosa, Tamaulipas. Pharr fa parte delle aree metropolitane di McAllen-Edinburg-Mission e Reynosa-McAllen.

## Geografia fisica
Secondo lo United States Census Bureau, ha un'area totale di 23,45 mi² (60,74 km²).

## Storia
Pharr si trova all'interno di una concessione terriera spagnola del 1767 in cui intestatario era Juan José Hinojosa. Un coltivatore di canna da zucchero di nome Kelley formò la Pharr Townsite Company, che pianificò la città con il nome di Pharr in onore del suo socio.
Nel 1919 Pharr si unì a San Juan e Alamo per formare il Pharr-San Juan-Alamo Independent School District. Nel 1920 Pharr aveva una popolazione stimata di 1.560 abitanti.

## Società

### Evoluzione demografica
Secondo il censimento del 2010, la popolazione era di 70.400 abitanti.

### Etnie e minoranze straniere
Secondo il censimento del 2010, la composizione etnica della città era formata dall'85,1% di bianchi, lo 0,6% di afroamericani, lo 0,5% di nativi americani, lo 0,5% di asiatici, lo 0,0% di oceanici, l'11,7% di altre razze, e l'1,7% di due o più etnie. Ispanici o latinos di qualunque razza erano il 93,0% della popolazione.

## Amministrazione

### Gemellaggi
- San Luis Potosí[3]